# István Tóth
István Tóth, född den 3 oktober 1951 i Szolnok, Ungern, är en ungersk brottare som tog OS-silver i fjäderviktsbrottning i den grekisk-romerska klassen 1980 i Moskva. 